# Bagatelldelikt
Bagatelldelikte sind im deutschen Strafverfahrensrecht Straftaten von geringer Bedeutung. Der Rechtsbegriff Bagatelldelikt ist im Gesetz nicht legal definiert, wird aber allgemein in der Rechtspraxis für so genannte „geringfügige Straftaten“ verwendet.

## Allgemeines
Die Staatsanwaltschaft ist allgemein bei Offizialdelikten kraft Gesetzes verpflichtet, von Amts wegen die Strafverfolgung aufzunehmen. Es gibt jedoch Straftaten, die wegen der geringen Schuld des Täters nicht verfolgt zu werden brauchen. Es liegt im Rahmen des Ermessens, ob eine Strafverfolgung von Vergehen bei zu erwartender geringer Schuld eingeleitet wird; dies ist Ausdruck des Opportunitätsprinzips.
Der deutsche Gesetzgeber hatte im Rahmen der Reform des Straf- und Strafverfahrensrechts im Januar 1975 bereits die Deliktsform der Übertretung abgeschafft und damit die bisherige Dreiteilung der Straftaten in Verbrechen, Vergehen und Übertretungen zugunsten einer Zweiteilung in Verbrechen und Vergehen aufgegeben. Gemessen an der Idee der Gerechtigkeit müssen auch aus verfassungsrechtlichen Gründen Tatbestand und Rechtsfolge sachgerecht aufeinander abgestimmt sein; der Schuldgrundsatz muss sich in seinen die Strafe begrenzenden Auswirkungen mit dem Verfassungsgrundsatz des Übermaßverbotes decken.

## Voraussetzungen für Bagatelldelikte
Zu den Bagatelldelikten gehören nur Straftaten, bei denen
- es sich um ein Vergehen handelt (kein Verbrechen) und
- die Schuld des Täters als gering anzusehen ist und
- kein öffentliches Interesse an der Verfolgung besteht.

Bei Vergehen kann (muss aber nicht) die Staatsanwaltschaft mit Zustimmung des Gerichts von der Verfolgung absehen, wenn die Schuld des Täters als gering anzusehen ist und kein öffentliches Interesse an der Verfolgung besteht. Einer gerichtlichen Zustimmung bedarf es nicht, wenn ein Vergehen nicht mit einer im Mindestmaß erhöhten Strafe bedroht ist, und die Tatfolgen gering sind. Ist bereits Anklage erhoben, entscheidet das Gericht mit Zustimmung der Staatsanwaltschaft und meist auch des Angeschuldigten (§ 153 StPO). Eine geringe Schuld des Täters setzt voraus, dass seine Tat weder gewerbsmäßig noch als wiederholt begangene Tat einzustufen ist. Wiederholte Diebstähle sind eine fortlaufende Einnahmequelle und damit gewerbsmäßig (§ 243 Abs. 1 Satz 3 StGB).
Es gelten ansonsten für die Geringwertigkeit die Bestimmungen über eine geringwertige Sache.
Das Bundesverfassungsgericht (BVerfG) hatte im Rahmen der Bagatellkriminalität am 17. Januar 1979 entschieden, dass die durch den Gesetzgeber eingeleitete Lockerung des Strafverfolgungszwangs eine Entlastung der Strafrechtspflege bewirken sollte. Danach kann die Staatsanwaltschaft unter den Voraussetzungen des § 153 Abs. 1 Satz 1 StPO bei einem Vergehen, das gegen fremdes Vermögen gerichtet und nicht mit einer im Mindestmaß erhöhten Strafe bedroht ist, auch ohne Zustimmung des Gerichts von der Verfolgung absehen, wenn der durch die Tat verursachte Schaden gering ist (§ 153 Abs. 1 Satz 2 StPO).

## Arten
Man unterscheidet eigentliche und uneigentliche Bagatelldelikte. Zu den eigentlichen Bagatelldelikten gehören jene, bei denen die Tatbestandsbeschreibung von vorneherein von geringfügiger Schuld ausgeht wie dies bei den seit Januar 1975 weggefallenen Straftaten des § 368 StGB a.F. der Fall war (etwa das Beschreiten einer ungemähten Wiese; § 368 Nr. 9 StGB a.F.). Bei den uneigentlichen Bagatelldelikten kann eine Tat entweder so begangen werden, dass sie schweres Unrecht darstellt oder zu den Bagatelldelikten gehört. Bei den uneigentlichen Delikten ist das typisierte Unrechtsmerkmal zwar strafwürdig, erfüllt jedoch die Voraussetzungen der Bagatellfälle. Zu den ersteren gehören die typischen Bagatelldelikte wie der Ladendiebstahl oder die Unterschlagung von geringwertigen Sachen als Diebesgut (§ 248a StGB). Die meisten übrigen Delikte, die sich gegen das Eigentum oder Vermögen richten, verweisen auf diese Vorschrift. Es handelt sich dabei um die Entziehung elektrischer Energie nach § 248c Abs. 3 StGB, Begünstigung nach § 257 Abs. 4 Satz 2 StGB, Hehlerei nach § 259 Abs. 2 StGB, Betrug nach § 263 Abs. 4 StGB, Erschleichen von Leistungen nach § 265a Abs. 3 StGB („Schwarzfahren“), Untreue nach § 266 Abs. 2 StGB und Missbrauch von Scheck- und Kreditkarten nach § 266b Abs. 2 StGB.
Aber nicht nur Eigentums- und Vermögensdelikte können in Bagatellform auftreten, auch die zu den uneigentlichen Bagatelldelikten gehörende Nötigung, Bedrohung, Hausfriedensbruch, Sachbeschädigung, Körperverletzung oder Beleidigung.

## Bagatellgrenzen
Geringwertigkeit und öffentliches Interesse sind unbestimmte Rechtsbegriffe. Die Grenze der Geringwertigkeit liegt einem Urteil des OLG Frankfurt zufolge bei einem Wert von bis zu 50 €. Wird jedoch das Maß der Geringfügigkeit überschritten, liegen die Voraussetzungen eines Bagatelldelikts nicht mehr vor. Geht der Dieb etwa bei einer von ihm gestohlenen billigen Imitation von einem teuren Original aus, ist das Maß der Geringfügigkeit überschritten. So bedarf etwa eine Beleidigung in der Kneipe als absolutem Antragsdelikt eines privaten Strafantrags, weil ein öffentliches Interesse zu verneinen ist und sie deshalb als geringfügige Straftat anzusehen sein dürfte. Die Wirkung der Beleidigung muss über den unmittelbaren Lebenskreis des Geschädigten hinausgehen oder eine besondere Missachtung oder Ehrverletzung zum Ausdruck bringen, damit öffentliches Interesse angenommen werden kann; dann muss die Staatsanwaltschaft von Amts wegen die Strafverfolgung aufnehmen.

## Rechtsfolgen
Liegen alle drei Voraussetzungen vor, kann die Staatsanwaltschaft gemäß § 153 StPO von der Verfolgung einer Straftat absehen oder ein bereits bestehendes Verfahren einstellen. Nach Anklageerhebung ist eine entsprechende Einstellung durch das Gericht mit Zustimmung der Staatsanwaltschaft und des Angeschuldigten möglich. Der Geschädigte wird dann auf den Weg der Privatklage verwiesen.
Im zitierten Urteil verweist das BVerfG darauf, dass insbesondere durch die § 153, § 153a StPO eine schuldangemessene Reaktion des Staates auf Straftaten im Bereich der Bagatellkriminalität sichergestellt werde. Diebstähle und Unterschlagungen geringwertiger Sachen seien weiterhin uneingeschränkt Anwendungsfälle der § 242, § 246 StGB; sie unterschieden sich von sonstigen Diebstählen im Sinne des § 242 StGB und von Unterschlagungen nicht im Tatbestand, sondern nur in der Art ihrer prozessualen Behandlung: Ihre Verfolgung hänge von der Stellung eines Strafantrages oder davon ab, dass die Strafverfolgungsbehörde wegen des besonderen öffentlichen Interesses an der Strafverfolgung ein Einschreiten von Amts wegen für geboten halte (§ 248a StGB); die verfahrensrechtlichen Befugnisse der Staatsanwaltschaft bei der Entscheidung darüber, ob von der Strafverfolgung oder vorläufig von der Erhebung der öffentlichen Klage abgesehen werden soll, seien hier im Vergleich zu anderen Straftaten erweitert (§ 153 Abs. 1 Satz 2, § 153a StPO).
Darüber hinaus bieten die Vorschriften des Strafgesetzbuchs dem Richter weitere Möglichkeiten, dem spezifischen Unrechts- und Schuldgehalt von Bagatelldelikten Rechnung zu tragen. Er kann unter den gesetzlichen Voraussetzungen von Strafe absehen (§ 60 StGB), den Angeklagten schuldig sprechen und unter Vorbehalt der Strafe verwarnen (§ 59 StGB) oder die Vollstreckung einer Freiheitsstrafe zur Bewährung aussetzen (§ 56 StGB). Erscheint die Vollstreckung einer solchen Strafe im Einzelfall geboten, so besteht nach § 57 StGB die Möglichkeit einer Aussetzung des Strafrestes nach teilweiser Strafverbüßung.
Im Juni 2021 einigten sich die Regierungsparteien darauf, dass Personen, die wegen einer antisemitisch oder rassistisch motivierten Straftat verurteilt worden sind, die Einbürgerung verwehrt bleiben soll. Dies soll auch für antisemitische Straftäter unterhalb der Schwelle von Bagatelldelikten gelten – genauer: nach einer Verurteilung zu einer Geldstrafe von weniger als 90 Tagessätzen oder einer Freiheitsstrafe unter drei Monaten.